# Dynastie der Palaiologen
Die Dynastie der Palaiologen (griechisch Παλαιολόγεια Δυναστεία) ist eine Romantrilogie von Giorgos Leonardos über die Palaiologen, die letzte Herrscherdynastie des byzantinischen Reichs. Leonardos erhielt für das Werk 2008 den höchsten staatlichen Literaturpreis Griechenlands.

## Die Einzelbücher und ihre Titel
Die Trilogie besteht aus folgenden historischen Romanen:
- Michael VIII. Palaiologos (Μιχαήλ Η Παλαιολόγος, 2004, ISBN 960-14-0998-X), eine fiktive Biographie des Michael VIII. von der Katastrophe des Vierten Kreuzzuges bis zur Sizilianischen Vesper
- Die Palaiologen (Οι Παλαιολόγοι, 2006, ISBN 960-14-1206-9) über die Bürgerkriege unter der Dynastie der Palaiologen
- Der letzte Palaiologe (Ο τελευταίος Παλαιολόγος, 2007, ISBN 978-960-14-1644-1) über Konstantin XI. Palaiologos, den letzten Kaiser von Byzanz, und den Fall von Konstantinopel

Die Trilogie wird durch einen vierten Roman Sophia Palaiologa (Σοφία Παλαιολογίνα, 2008, ISBN 978-960-14-1836-0) ergänzt. Sophia Palaiologa war die letzte Nachfahrin der Familie der Palaiologen und die Ehefrau des russischen Herrschers Iwan III.

## Auszeichnungen
- 2008: Staatlicher Literaturpreis des Griechischen Kulturministeriums[1]
- Preis der Stiftung Botsis[2]